# Hundetragen
Das Hundetragen ist eine mittelalterliche Strafe, die ursprünglich bei den Franken und Schwaben und später im gesamten Reichsgebiet für Adlige üblich war, die aufgrund von Landfriedensbruch verurteilt worden waren.
Die Verurteilten mussten, bevor ein Todesurteil an ihnen vollstreckt wurde, oder als Ersatz für eine über sie verhängte Todesstrafe, welche (etwa aus politischen Gründen) nicht vollstreckt wurde, einen Hund aus einem Gau in den anderen tragen. Dadurch sollte symbolisch angedeutet werden, dass sie besser getan hätten, bei ihrem Geschäft zu bleiben, als unberufen Kriegswirren anzustiften. 
So ließ König Otto I. 938 die Anhänger des aufrührerischen Herzogs Eberhard von Franken bestrafen und  eine Reichsversammlung in Worms zu Weihnachten 1155 verurteilte Erzbischof Arnold von Mainz und den rheinischen Pfalzgrafen Hermann von Stahleck, die sich befehdet und damit den Landfrieden gebrochen hatten, sowie ihre Helfer, Hunde zu tragen. Dem Erzbischof wurde – wohl aus politischen Rücksichten – die Strafe erlassen.
Eine ähnliche Strafe ereilte auch andere Gruppen der Bevölkerung: So ließ man Geistliche einen Kodex tragen, Bauern ein Pflugrad und Dienstleute einen Sattel.
In den gesammelten Werken des Justus Lipsius wird das Hundetragen erwähnt und als Herleitung für das Wort Canaille bezeichnet.

## Belege
1. ↑  Widukind, Sachsengeschichte II, 6.
2. ↑  Otto von Freising und Rahewin: Gesta Frederici seu rectius cronica / Die Taten Friedrichs oder richtiger Cronica. (Übersetzt von Adolf Schmidt, hg. von Franz-Josef Schmale). Wissenschaftliche Buchgesellschaft, Darmstadt 1965, S. 378f.
3. ↑  Justus Lipsius: Iusti Lipsi V.C. Opera omnia, postremum ab ipso aucta et recensita ; nunc primum copioso rerum indice illustrata. Bd. 4. Plantin-Moretus, Antwerpen 1637, S. 661.